# Zbrojovka Brno
Zbrojovka Brno je tvrtka koja se bavila proizvodnjom vatrenog oružja i vozila u Brnu, Čehoslovačka. Također su proizvodili i druge proizvode i alate, kao što su npr. pisaći strojevi.
Tvrtka je osnovana 1918. godine. Češko-slovačka investicijska grupa J & T kupila je preostali kompleks "Zbrojovke Brno", 2007. godine.

## Proizvodi

### Puške
- ZB vz. 26
- vz. 24
- ZH-29
- Mauser Karabiner 98
- ZB vz. 37

### Automobili
- Zbrojovka Z 5 Express